# آدام زنده‌شد
آدام زنده‌شد (به انگلیسی: Adam Resurrected) فیلمی محصول سال ۲۰۰۸ و به کارگردانی پل شریدر است. در این فیلم بازیگرانی همچون جف گلدبلوم، ویلم دفو، درک جاکوبی، آیلت زورر، هانا لازلو، یواخیم کرول و ورونیکا فرس ایفای نقش کرده‌اند.